# Rocco Theunissen
Pour les articles homonymes, voir Theunissen.
Rocco Theunissen, né le 5 février 1973 et mort le 19 avril 2003 à Malte brutalement à 30 ans (hors compétitions), était un pilote de rallyes néerlandais.

## Biographie
Il débuta en compétitions automobiles en 1995, et resta au sein de l'écurie Duindistel de 1999 à 2003.
Son premier rallye d'importance fut le Rallye des Tulipes en 1996.
Il participa à 29 épreuves comptant pour le championnat européen, concentrées essentiellement dans le Benelux (hormis les rallyes de Turquie et de Croatie en 2001), en à peine 5 années pleines.
Il eut au total trois copilotes: Michel Smeets (1995-1997), Erwin Mombaerts (1999-2002), et la belge Lilly Genten (en 2002; née en 1966).

## Palmarès

### Titres
- Double Champion des Pays-Bas des rallyes: 1999 et 2000, sur Toyota Corolla E110 WRC;
- Double Champion de Belgique des rallyes: 2000 et 2002 en sport, sur Toyota Corolla E110 WRC.

### 2 victoires en championnat d'Europe (ERC)
- 2000: Circuit des Ardennes (Dinant);
- 2000: Rallye des Tulipes d'or (Golden Tulip Rally de  Hellendoorn) (Nijverdal).

### 7 autres places d'honneur en ERC
- 2000: 2e du rallye des Hautes-Fagnes;
- 2001: 2e du tour du Luxembourg;
- 2001: 2e du rallye des tulipes d'or;
- 2000 et 2002: 3e des boucles de Spa;
- 2000 et 2002: 3e du rallye d'Ypres.

### 4 autres victoires en championnat des Pays-Bas
- 1999 et 2000: Rallye ELE de Veldhoven;
- 1999 et 2000: Rallye BHV Expo Groep de Roosendaal.

### 3 autres victoires en championnat de Belgique
- 2000 et 2002: Rallye Lucien Bianchi de Beaumont;
- 2002: Circuit des Flandres de Roulers.

### Podium néerlandais
- 1999: 2e du rallye Zuiderzee Van Staveren.

### Podiums belges
- 2000 et 2002: 2e du rallye de Wallonie.